# Amiral Piett
Amiral Piett är en fiktiv karaktär i Star Wars-universumet.
Imperiekapten som blev amiral när Amiral Ozzel dödades av Darth Vader. Han tog Ozzels plats som amiral över superstjärnjagaren The Executor. Han dödades när en ensam A-Wing som hamnat i spinn kraschade in i bryggan på superstjärnjagaren.